# Olympiakos Volou
El Olympiakos Volou es un club de fútbol griego de la ciudad de Volos. Fue fundado en 1937 y juega en la Gamma Ethniki, tercera división del fútbol griego.

## Polémicas
El Olympiacos Volos griego ha sido expulsado por la UEFA de la inminente edición de la Europa League y estará tres años sin disputar competiciones europeas, estando a prueba las próximas cinco temporadas por amaño de partidos al violar el Artículo 5 del Reglamento Disciplinario de la UEFA.
La decisión fue tomada por el Comité de Control y Disciplina de la UEFA en su reunión de este miércoles. El club griego tiene hasta la medianoche del lunes, tres días después de recibir la decisión razonada, para presentar un recurso bajo el Artículo 49 del Reglamento Disciplinario de la UEFA.
La UEFA decidirá qué club sustituirá al equipo heleno la Europa League, donde debería enfrentarse al París Saint-Germain en la ronda previa los días 18 y 25 de agosto de 2011.

## Palmarés

### Torneos nacionales
- Beta Ethniki (4): 1962, 1967, 1971, 2010
- Gamma Ethniki (1): 2019

## Participación en competiciones de la UEFA
| Temporada | Torneo        | Ronda             | Club           | Casa | Visita |
| --------- | ------------- | ----------------- | -------------- | ---- | ------ |
| 2011–12   | Europa League | 2ª Clasificatoria | Rad            | 1–1  | 1–0    |
| 2011–12   | Europa League | 3ª Clasiticatoria | Differdange 03 | 3–0  | 3–0    |
| 2011–12   | Europa League | Playoff           | PSG            | w.o. | w.o.   |